# Newark–World Trade Center (PATH)
Newark–World Trade Center er en jernbanestrækning drevet af PATH. Linjen har farven rød på PATH' linjekort og togene på denne linje har et rødt markørlys. Linjen kører mellem Newark og World Trade Center i Lower Manhattan. Den kører 24 timer i døgnet.

## Stationer
| Station            | Køredage  | Overgange               | Tilgængelighed              |
| ------------------ | --------- | ----------------------- | --------------------------- |
| New Jersey         |           |                         |                             |
| Newark             | alle dage |                         | Handicapped/disabled access |
| Harrison           | alle dage |                         |                             |
| Journal Square     | alle dage | JSQ–33 JSQ–33 (via HOB) | Handicapped/disabled access |
| Grove Street       | alle dage | JSQ–33 JSQ–33 (via HOB) |                             |
| Exchange Place     | alle dage | HOB–WTC                 | Handicapped/disabled access |
| Manhattan          |           |                         |                             |
| World Trade Center | alle dage | HOB–WTC                 | Handicapped/disabled access |